# John Lundberg
Johan (John) Inge Lundberg (i riksdagen kallad Lundberg i Uppsala), född 17 december 1905 i Västlands församling, Uppsala län, död 7 maj 1974 i Uppsala, var en svensk ombudsman och politiker (socialdemokrat).
Lundberg tillhörde riksdagens andra kammare 1941–1970 där han representerade Socialdemokraterna i Uppsala läns valkrets. Han invaldes till den nya enkammarriksdagen vid valet hösten 1970. John Lundberg är begravd på Uppsala gamla kyrkogård.